# Hugh van Cutsem
Hugh Bernard Edward van Cutsem (21 de julio de 1941–2 de septiembre de 2013) fue un terrateniente, banquero, empresario y criador de caballos británico.

## Primeros años
Hugh Bernard Edward van Cutsem fue hijo de Bernard van Cutsem (1916–1975), un millonario entrenador y criador de caballos y  de Mary Compton. Sus abuelos paternos fueron Henry Harcourt van Cutsem (1877–1917) y Eleanor Mary Josephine Southwell Trafford. La familia van Cutsem fue originalmente católica de origen flamenca que se desplazó a Inglaterra en el siglo XIX. Fue educado en el Sunningdale School y en el Ampleforth College, un colegio católico privado en Ampleforth, North Yorkshire, y se graduó de la Universidad de Cambridge. Sirvió como oficial de seguridad para el Reino Unido.

## Carrera empresarial
Van Cutsem trabajó como banquero en el Hambros Bank. Más tarde, comenzó su propia compañía y compró compañías ajenas, incluyendo una compañía de almacenamiento de datos.

## Conservación de tierras y propiedades
Van Cutsem heredó la propiedad de Northmore, de su padre, situada en Exning, cerca de Newmarket, Suffolk en 1976.  Él mismo ya era propietario de tierras en Norfolk, conocido por sus competiciones privadas de caza. En 2001, la propiedad tenía 35 pares de Burhinus oedicnemus, una especie de ave muy inusual. Además, también poseía más propiedades de caza y un urogallo en North Yorkshire, Cumbria. En los 90, vendió la granja de su padre en Exning y compró una propiedad en Hilborough, Norfolk, a donde llevó sus operaciones de cría de caballos. En 1994, fue premiado por restaurar dicha propiedad; el príncipe Carlos de Gales, buen amigo suyo, fue el encargado de darle el premio.
Fue miembro del Countryside Movement, una organización conservacionista sin ánimo de lucro. Fue un ávido donante para Game & Wildlife Conservation Trust, una institución de caridad encargada de conservar la vida salvaje y la caza. También fue consejero de Countryside Business Trust. Fue elegido para ser parte del consejo del National Trust.
Su familia alquiló la propiedad de Anmer Hall en Anmer, Norfolk situada dentro de la propiedad privada de Sandringham de la Reina desde 1990 a 2000, que ahora es propiedad de Guillermo y Catalina de Cambridge.
Un devoto católico, construyó una capilla en su residencia de Hillsborough para ocasiones familiares, incluyendo la visita de sacerdotes. Sin embargo, con frecuencia asistía a misa en la iglesia de Swaffham con su familia. En 1993, le fue otorgado el título de Caballero por parte de la Orden Militar de Malta.

## Matrimonio y descendencia
El 10 de junio de 1971, se casó con Emilie Quarles van Ufford, nacida en Países Bajos, hija de Pieter Quarles van Ufford. Tuvieron cuatro hijos:
- Edward Bernard Charles van Cutsem (nacido en 1973); casado con Lady Tamara Katherine Grosvenor, hija del fallecido Gerald Grosvenor, VI duque de Westminster y hermana de Hugh Grosvenor, VII duque de Westminster en 2004; tienen dos hijos y una hija:
  - Jake van Cutsem (nacido en 2009)[3][9]
  - Louis van Cutsem (nacido en 2012)
  - Isla van Cutsem (nacida en 2015)
- Hugh Ralph van Cutsem (nacido en 1974); casado con Rose Nancy Langhorne Astor, hija de David Waldorf Astor (un nieto Waldorf Astor, 2°. Vizconde Astor) y Clare Pamela St. John en 2005; tienen dos hijos y una hija:
  - Grace Emilie Clare van Cutsem (nacida en 2007); fue dama de honor en la boda real entre  Guillermo de Cambridge y Catherine Middleton.
  - Rafe Michael Waldorf van Cutsem (nacido en 2009)
  - Charles Hugh Valentine van Cutsem (nacido en 2012)[3][10]

- Nicholas Peter Geoffrey van Cutsem (nacido en 1977); casado con Alice C. Hadden-Paton, hija del coronel Nigel Hadden-Paton, y hermana del actor Harry Hadden-Paton, en 2009.[3][11] Es uno de los padrinos del príncipe Luis de Gales. Tienen 1 hija:
  - Florence van Cutsem (nacida en 2014 o 2015); fue dama de honor en la boda real entre Enrique de Sussex y Meghan Markle.[12]
- William Henry van Cutsem (nacido en 1979);[3][13] fue educado en el Ampleforth College[14] y está casado con Rosanna Ruck-Keene desde 2013. Es uno de los padrinos del príncipe Jorge de Gales.[15][16]

Fue buen amigo de Carlos III del Reino Unido desde sus años en la universidad. Su hijo Edward, cuyo padrino es el propio Carlos, fue paje en la boda real entre Carlos y Diana Spencer en 1981. Dos de sus nietas, Grace van Cutsem y Florence van Cutsem, fueron damas de honor en la boda real entre Guillermo de Cambridge y Catherine Middleton en 2011 y en la boda real entre Enrique de Sussex y Meghan Markle en 2018, respectivamente.

## Funeral
Van Cutsem murió el 2 de septiembre de 2013, a los 72 años. Su funeral se llevó a cabo en la Catedral de Brentwood en Essex y fue conducida por el obispo Thomas McMahon. Cada uno de sus cuatro hijos leyó una frase de la biblia; el coro cantó "Pie Jesu". Entre los asistentes al funeral se encontraban el entonces príncipe Carlos de Gales; sus hijos, Guillermo de Cambridge y Enrique de Sussex; y su mujer, Camilla de Cornualles, y el exesposo de esta, Andrew Parker Bowles; el príncipe Ricardo de Gloucester y su mujer, Birgitte; Juan Adán II de Liechtenstein y su consorte, la princesa María Kinsky de Wchinitz y Tettau; Ralph Percy, 12.º duque de Northumberland; Gerald Grosvenor, VI duque de Westminster, su mujer Natalia y su hija, Lady Tamara Grosvenor.